# Route magistrale 14 (Serbie)
Pour les articles homonymes, voir M14 et Route 14.
La route magistrale 14 (en serbe : Државни пут ІВ реда број 14, Državni put IB reda broj 14 ; Магистрала број 14, Magistrala broj 14) est une route nationale de Serbie qui relie entre elles la ville serbe de Pančevo passant par Kovin, Smederevo jusqu'au village de Mala Krsna.
À ce jour, elle ne comporte aucune section autoroutière (Voie Rapide en 2 x 2 voies).